# Fletcher Dyson
Pas d'image ? Cliquez ici

a Compétitions nationales et continentales officielles uniquement.

b Matchs officiels uniquement.
Dernière mise à jour le 29 novembre 2024.
 Fletcher Dyson, né le 27 mars 1973 à Melbourne (Australie), est un joueur de rugby à XV qui a joué avec l'équipe d'Australie. Il évoluait au poste de pilier (1,83 m pour 116 kg).

## Carrière

### En club
Une blessure aux cervicales l'a contraint à mettre fin à sa carrière de joueur en 2004.

### En équipe nationale
Il a disputé son premier test match le 17 juin 2000 contre l'équipe d'Argentine. Son dernier test match fut contre l'équipe d'Angleterre, le 18 novembre 2000.

## Palmarès
- 10 test matchs avec l'équipe d'Australie